# Костел Святої Анни (Полонне)
Костел Святої Анни — культова споруда, пам'ятка архітектури національного значення в м. Полонне (Хмельницька область). Охоронний номер пам'ятки — 1607. Вік будівлі перевищує чотири століття.

## Історія

### XVI—XIX століття
Будівництво костелу тривало 14 років. Його розпочали в 1593 році, коли князь Януш Острозький став краківським каштеляном. Завершили будівельні роботи в 1607 році. Князь Януш Острозький, завдяки якому з'явився костел, був дідичем Полонного і почав будівництво храму тоді, коли прийняв католицизм. Вважається, що спорудження костелу стало можливим і завдяки матері Януша Острозького — Зофії Тарновській, доньці краківського каштеляна Яна Амора Тарновського. Син ставився до неї з великою повагою та дуже любив її, ставився з вдячністю за отримане римо-католицьке виховання. Януш Острозький перейшов у католицизм у 1579 році, і він був першим з роду Острозьких, хто пішов на такий крок.

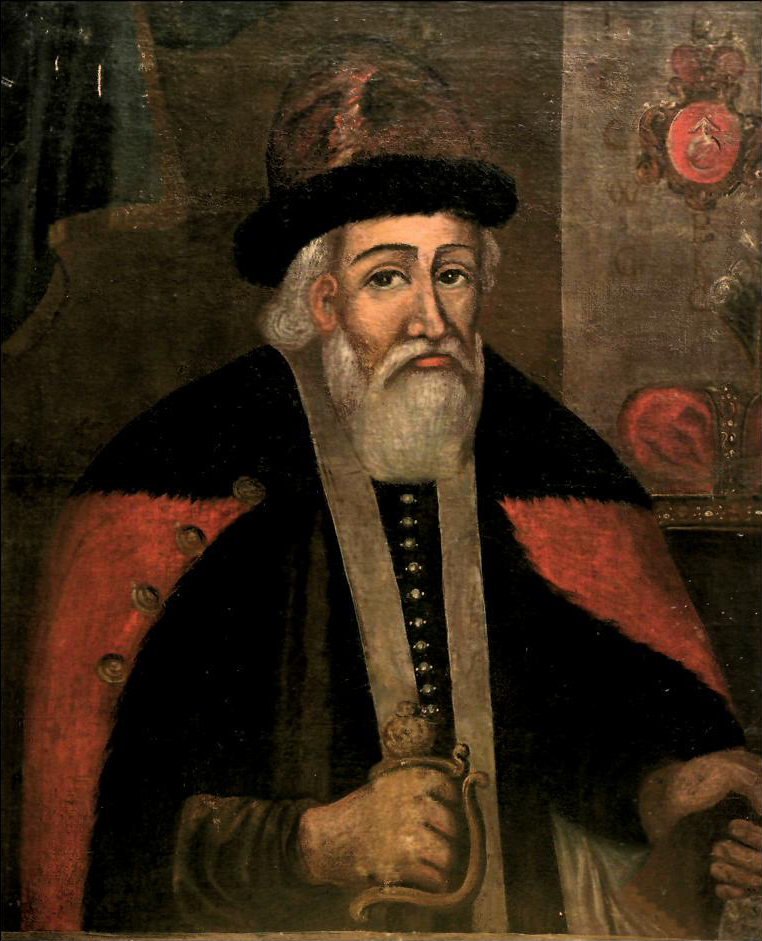
Князь Януш Острозький, замовник будівництва костелу.

Початку будівництва храму передував цілий ряд підготовчих робіт. За допомогою коней та підвод завозили землю, щоби пагорб став вищим. Після завезення землі почали звозити каміння з каменярень, які розміщувалися неподалік. Постачання цегли відбувалось з цегельні, яка належала Леонарду Бабяру. Для будівництва використовували спеціальний вапняний розчин, для приготування якого потрібна була велика кількість курячих яєць, що збирались у поселеннях. Основною складовою такого розчину був білок. Храм було споруджено за участю італійських архітекторів. 1607 року його освятили на честь Внебовзяття Пресвятої Діви Марії.

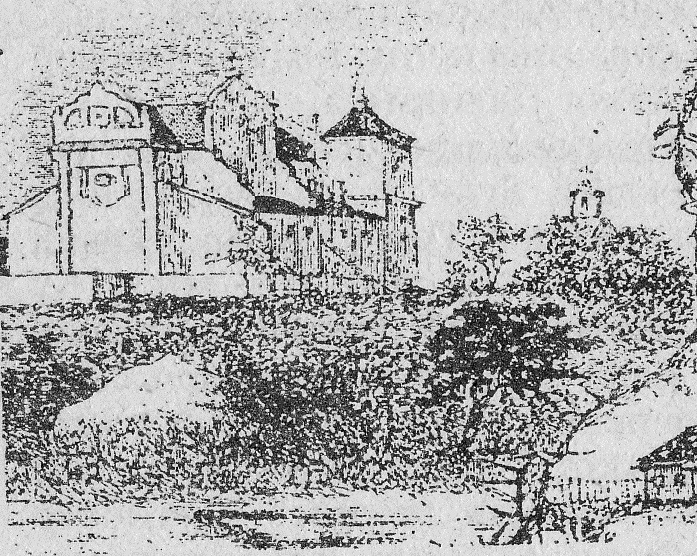
Костел на рисунку з журналу «Klosy»(1875)

У 1617 році для костелу настали не найкращі часи, як, зокрема, і для усієї Волині. На територію краю відбулося вторгнення татарської орди, на чолі якої був хан Девлет Герей. Після цього на Волині опинились турецькі війська, котрими керував Алімазор. Після усіх цих сумних подій, у 1618 році, костел був спалений та пограбований. Його відбудова була здійсненна через декілька десятиліть, у 1646 році, краківським воєводою Станіславом Любомирським. Князь прагнув, щоб побудова парафіяльного костелу у цьому міста відбулась поблизу річки Хомори і щоб його назва була на честь покровительки його матері — святої Анни. Ці події датуються 1649 роком. Маєтки князя в Полонному стали частиною спадку його сина Яцека Константія. Наймолодшому сину запропонували спорудити парафіяльний костел з матеріалів для будівництва, які вже заготували. На побудову костелу впливав і той факт, що в Полонному та навколишніх територіях проживало багато прихильників римо-католицького обряду, які прагнули, щоб поблизу їх проживання з'явився парафіяльний костел. Коли будівля була збудована, у Полонному з'явилось одразу ж дві святині — парафіяльна та замкова. У 1651 році замковий храм зруйновали вояки Богдана Хмельницького під проводом Максима Кривоноса, а в 1716 році Єжи Домінік Любомирський відбудував храм. Повернулись єзуїти. Через десять років почали розбудову храму, яку закінчили через два роки й костел набув сучасних рис. Архітектором став єзуїт Павел Гіжицький. 1739 р. Єжи Любомирський привіз із Гданська бляху для куполів. Куполи буди знищені під час пожежі в середині ХІХ ст. Восени 1738 року єпископ Ю. Чарнецький освятив храм під титулом Внебовзяття Пресвятої Діви Марії і св. Антонія Падуанського, а у 1773 році ліквідували Орден єзуїтів і до костелу перенесли парафію святої Анни.

### XX—XXI століття
З 1902 року по 1907 рік Міхал Дзєндзік був настоятелем Полонської парафії. У 1907-1910 роках служив як вікарій парафії в Полонному отець Антоній Кобець. Служив також отець Юзеф Сваричевский. У 1933 році з Полонської парафії комуністи вигнали до Козятина і заборонолили виконувати послугу священика для отця Станіслава Бравера і костел знову зачинили.

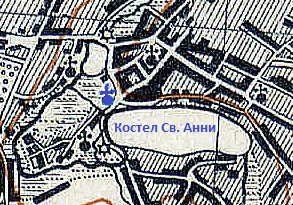
Костел на польській карті Полонного (місцевість станом на 1907 рік)

З 1936 року по 1941 рік у костелі був відділ НКВС, а в підвалі — катівня для людей. НКВСівці живцем замуровували в стіни віруючих, а також у підвал вкидали тіла замучених парафіян. Восени 1937 року з Новограда-Волинського прибула рота саперів з метою підірвати стіни костелу. Почувши про це, вірні парафіяни відразу зійшлися та пробилися крізь військових на подвір'я костелу. Ставши довкола храму, взялися за руки і почали дуже голосно молитися. Відбувалося це довший час, одні змінювали інших. Побачивши таку картину, військові сапери відступили та поїхали. У 1948 році отець Антоній Хоміцький з Цезарем і Владиславом Кошевичами зібрали останки 168 осіб — жертв комуністичної репресії, в тому числі жінок і дітей. Їх вклали до сімох дерев'яних гробів і на підводах кіньми перевезли на католицький цвинтар. Зібралася вся Полонська парафія. Деякі впізнавали своїх рідних по в'язаних шкарпетках, по ґудзиках, пришитих до одягу. Похоронна процесія пройшла боковими вулицями, бо головною не дозволялося.

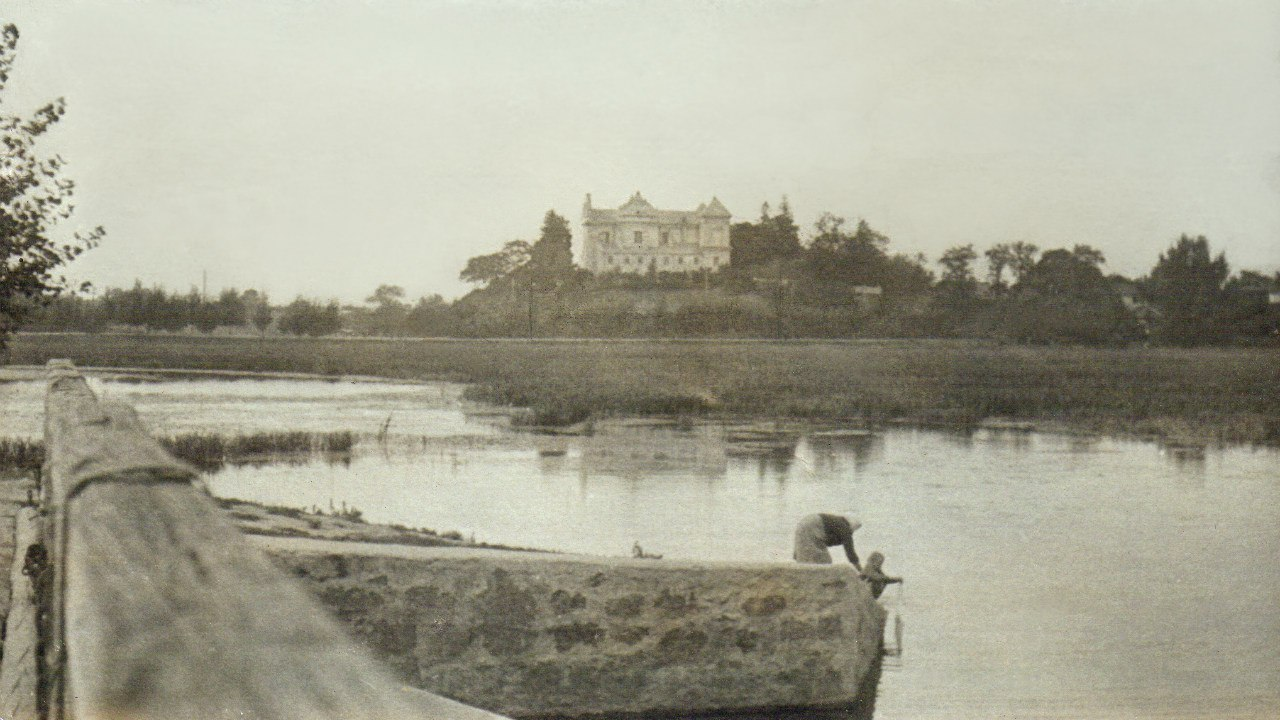
Вигляд на костел з Новополонного. Друга половина ХХ століття

На похороні ксьонз не говорив про жертви НКВС, але і не повторив брехні, про яку йому було наказано. Знаючи про цей факт, який набрав розголосу в 1948 році, ні криміналісти, ні експерти судової медицини не проводили жодних досліджень, а радянська влада приховувала цей злочин, як тільки могла. Під час німецько-нацистської окупації у 1942 році костел повернули віруючим і чеський священник, ім'я якого невідоме, поставив хрест посередині подвір'я і відновив богослужіння. Від 1944 року по 1945 рік служив у Полонному отець Раймонд Козіч, який пізніше виїхав до Луцької дієцезії на територію тогочасної Польщі.

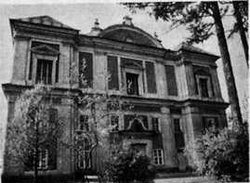
Костел у другій половині ХХ століття, до реставрації

Після війни опір вірних унеможливив радянським окупантам знову його закрити. Були й інші спроби. Влада зловмисно у 1946-1947 роках передала його православній парафії, але вірні, хоч в бічній нефі цього храму, далі молились. Молились також на цвинтарі, де отець Антоній Хоміцький охрестив близько 300 дітей, між іншими і майбутнього отця Людвіга Камілевського, першого священика з Полонської парафії. Після повернення з ув'язнення кс. Антонія Хоміцького у 1947 році костел був переданий католицькій парафії. З великими труднощами піднімав він спрофановану святиню. Кс. Антонія Хоміцького неодразово відвідував у Полонному о. Серафін Кашуба, кс. Адольф Кукурудзінський. У 1953 році після ув'язнення перший раз відвідав його о. Мартиніан Войцех Дажицький, сьогодні духовний отець Францисканської Провінції в Україні.
У 1955 році за віддану душпастирську працю радянська влада вигнала кс. Антонія Хоміцького з Полонного. Протягом наступних майже двох років доїжджав з душпастирською послугою з Гречан зі своїм органістом отець Антоній Борисевич. Вірні парафіяни робили все, щоб мати постійного священика, і випросили це у Бога. 14 вересня 1956 року кс. Андрій Гладисевич після звільнення з ув'язнення розпочав свою довголітню, повну віддання та посвячення, священницьку працю. 24 серпня 1983 року після довгої хвороби обірвалося його життя. Після нього коротко в парафії служили кс. Ян Крапан і кс. Ян Білецький. У цей час не припинялися утиски зі сторони радянського режиму. Ось що розповідає Броніслава Редер про методи діяльності тодішньої влади (записав Петро Ящук у книзі «Костьол»):
| | \| Міліція робила всякі провокації на костел уже за ксьонза Анджея. Поставили репродуктора біля входу в костел і всяко на християнську віру, потім обрізали електрику в костел, потім поставили банду комсомольців і комуністів при вході в костел на Паску. Виривали вони все з рук бабусь, а дітей не пускали в костел. Викрикували, що костел – це божевільний будинок, що тільки божевільні ходять в костел. То було ще років п’ять тому назад. Стоїть міліціонер з тими комсомольцями. Я підходжу до цього міліціонера та й кажу: «Що ви робите? То ваш такий порядок?» А якась була з райкому, говорить: «Ідіть в божевільний будинок свій». І то дітей виривають в бабусь і кошики виривають… Банда. Ще якісь прийшли і побили всі вікна в костелі. Ще. Була служба в костелі, після служби всі вийшли з костелу і замкнули костел. І там непомітно залишився якийсь комсомолець, якого підговорили, щоб він бензином обілляв костел і запалив. Зробилася велика пожежа. Коли ксьондз відчинив двері, той комсомолець йому попід руки і втік. Ще зарізали собаку, собака скавчав в костелі, ксьондз відкрив костел, а на нього бандит з ножем, тільки ксьондзу вдалося зачинити двері… Отака їхня правда. \| |
| Міліція робила всякі провокації на костел уже за ксьонза Анджея. Поставили репродуктора біля входу в костел і всяко на християнську віру, потім обрізали електрику в костел, потім поставили банду комсомольців і комуністів при вході в костел на Паску. Виривали вони все з рук бабусь, а дітей не пускали в костел. Викрикували, що костел – це божевільний будинок, що тільки божевільні ходять в костел. То було ще років п’ять тому назад. Стоїть міліціонер з тими комсомольцями. Я підходжу до цього міліціонера та й кажу: «Що ви робите? То ваш такий порядок?» А якась була з райкому, говорить: «Ідіть в божевільний будинок свій». І то дітей виривають в бабусь і кошики виривають… Банда. Ще якісь прийшли і побили всі вікна в костелі. Ще. Була служба в костелі, після служби всі вийшли з костелу і замкнули костел. І там непомітно залишився якийсь комсомолець, якого підговорили, щоб він бензином обілляв костел і запалив. Зробилася велика пожежа. Коли ксьондз відчинив двері, той комсомолець йому попід руки і втік. Ще зарізали собаку, собака скавчав в костелі, ксьондз відкрив костел, а на нього бандит з ножем, тільки ксьондзу вдалося зачинити двері… Отака їхня правда. | |

З 1984 року настоятелем Полонської парафії та кількох інших парафій, які було потрібно відроджувати після атеїзації, був о. Станіслав Широкорадюк, теперішній єпископ харківський та запорізький. Господь дав йому мудрість і сили бути добрим душпастирем. Був він прекрасним продовжувачем діяльності свого попередника. З цього часу душпастирську діяльність при парафії ведуть францисканці з Ордену Менших Братів. З 11 лютого 1980 року братам францисканцям у душпастирстві допомагають сестри Гоноратки зі згромадження Малих Сестер Непорочного Серця Марії.

Символ францисканців

Першим кроком після повалення атеїстичного режиму було відновлення церковних структур, і саме до цього о. Станіслав приклав великі духовні і матеріальні зусилля. Завдяки парафіянам, а також Братам польської бернардинської Провінції Непорочного Зачаття Пресвятої Діви Марії в Кракові, різним благодійникам і церковним організаціям під його керівництвом було зроблено основні ремонтні роботи у Полонському костелі, відремонтовано та побудувано в околицях 12 храмів, в яких вірні християни сьогодні мають можливість прославляти Бога.

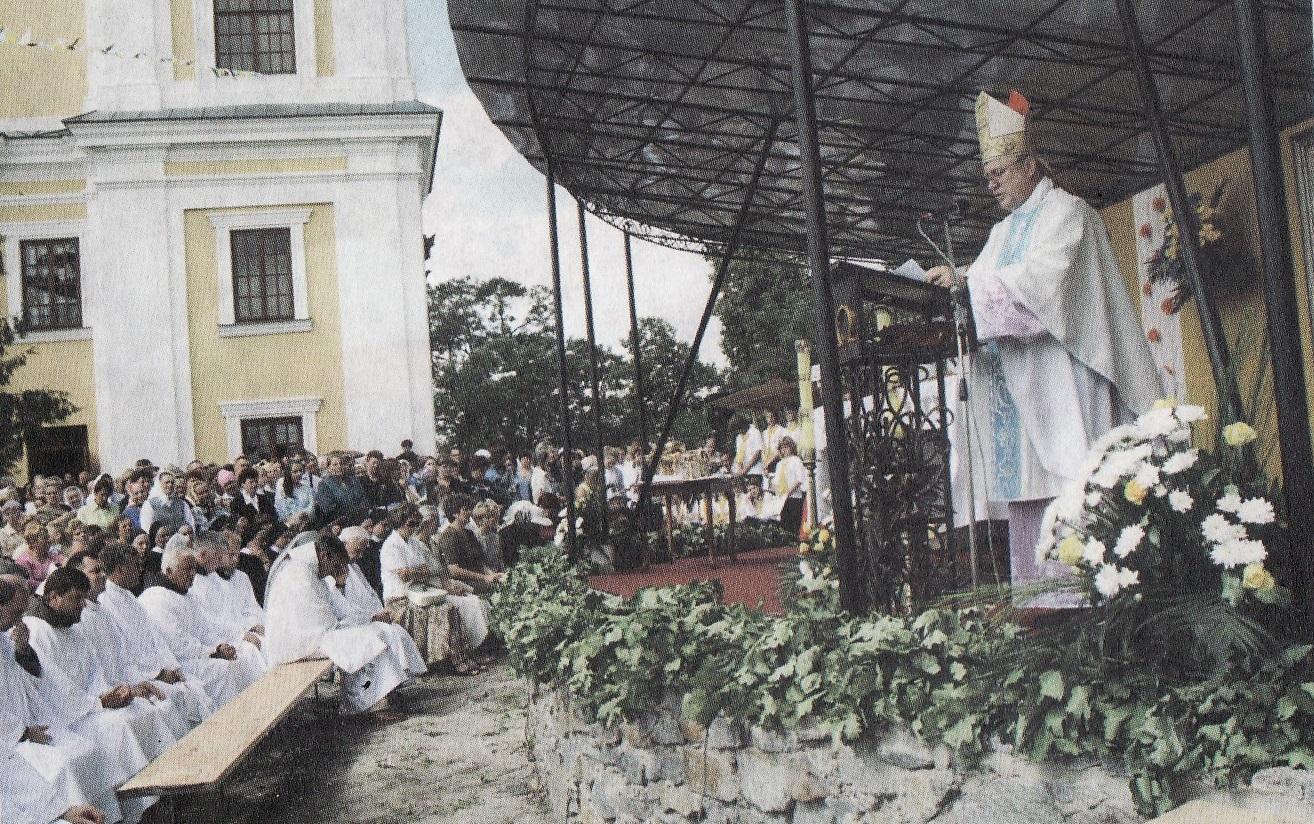
Святкування 400-річчя костелу (2007 р.)

У 1989 році, наприкінці комуністичного режиму, перед поверненням Босих кармелітів до Санктуарію Матері Божої в Бердичеві допомагав для о. Станіслава в душпастирстві в Полонному кармеліт о. Серафін Вальдемар Тишко. Також недовго працював о. Станіслав Падевський, колишній єпископ Харківський. Першим помічником францисканцем для о. Станіслава Широкорадюка в душпастирстві був о. Антоній Микола Собковський. З 1995 року настоятелем парафії був о. Ян Дуклян Павлюк, за котрого був зроблений найбільший ремонт костелу, за допомоги братів францисканців з Польщі, різним благодійникам та церковним і францисканським організаціям. У 2002 році настоятелем парафії став о. Августін Сініцький. У 2007 році відбулося святкування з приводу 400-річчя з дня заснування костелу. У 1995–2002 роках була проведена його реставрація. На жаль, перебудова знищила попередні вигляд костелу як зовні, так у середині, а новий стиль можна назвати відвернене рококо[джерело?].

## Сучасність
У Полонному нараховується близько 2 000 римо-католиків. Костел є центром Полонського деканату Кам'янець-Подільської дієцезії Римо-католицької церкви в Україні. У наш час кожної неділі та на великі свята у храмі проводяться богослужіння, які супроводжуються грою на органі. Зараз при цій пам'ятці діють гуртки, недільна школа, хор, проводиться катехизація дітей та дорослих, біблійно-молитовні зустрічі для молоді, учасників «Руху Чистих Сердець» та «Круціяти визволення людини». Щороку, 26 липня, парафія св. Анни відзначає храмове свято. На урочистість приїхало багато священиків з різних куточків України. Урочиста Меса відбувається на польовому вівтарі у подвір'ї храму. Зараз настоятелем храму є Доброслав Копистеринський.

## Архітектура

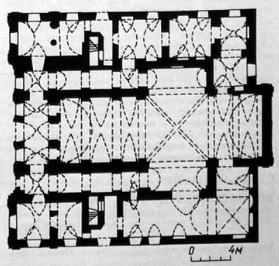
План костелу святої Анни в Полонному

З самого початку, після своєї побудови, костел був досить невеликим приміщенням. Хоча він і зберігся до нашого часу, проте зазнав чималих змін, свідченням цього є деяка його неоднорідність і відомості про перебудову. Крипта, котра розташована під храмом, має перекриття склепінчастого характеру. Храм зведений у два етапи. Його старша частина, якою називається давній замковий костел, з самого початку мала форму латинського хреста. Великі вікна слугують до проникнення світла у приміщення. Фасад, що має відношення до первинного замкового костелу, цілком відповідає ширині нефа. На невеликій арці міститься дата — 1607 рік. Первинний фасад XVII століття являє собою центральну частину костелу. Деякі архітектурні особливості та концепція вказують на те, що у проектуванні та будівництві міг брати участь поважний архітектор, знайомий з Єжи Любомирським. Будівля є прикладом розвиненого бароко, на яке досить значний вплив мали італійські архітектори. Типологічно генезис фасаду єзуїтського костелу в Полонному сягає римського костелу Sant'Anastasio (арх. Луіджі Арігуччі, 1634—1636) з центральним прольотом, побудованим між корпусами веж. Матеріалом для побудови костелу стала цегла. Бічні приміщення розташовувались уздовж південного та північного фасадів споруди, котрі мають сполучення з вівтарною частиною. Костел тринавний, має підкреслений трансепт. За рахунок бокових приміщень відбувалось виповнення внутрішнього простору до квадратної форми. Перекриття — різні варіанти напівциркульних склепінь з розпалубками, що мають високу стрілу підйому в центральному нефі і нартексі, і низьку — в бічних приміщеннях північного і південного фасадів; над середхрестям звід хрестовий. Хрестова система плану підкреслена зовні виділенням центрального корабля, пресвітерія і трансепта по торцевих фасадах високими бароковими фронтонами складних криволінійних обрисів. Будівля має монументальний характер за рахунок великої оправи вікон, веж та багатої артикуляції. Костел мав також два купола, проте у 19 столітті був втрачений один із них, а другий після цього — розібраний.

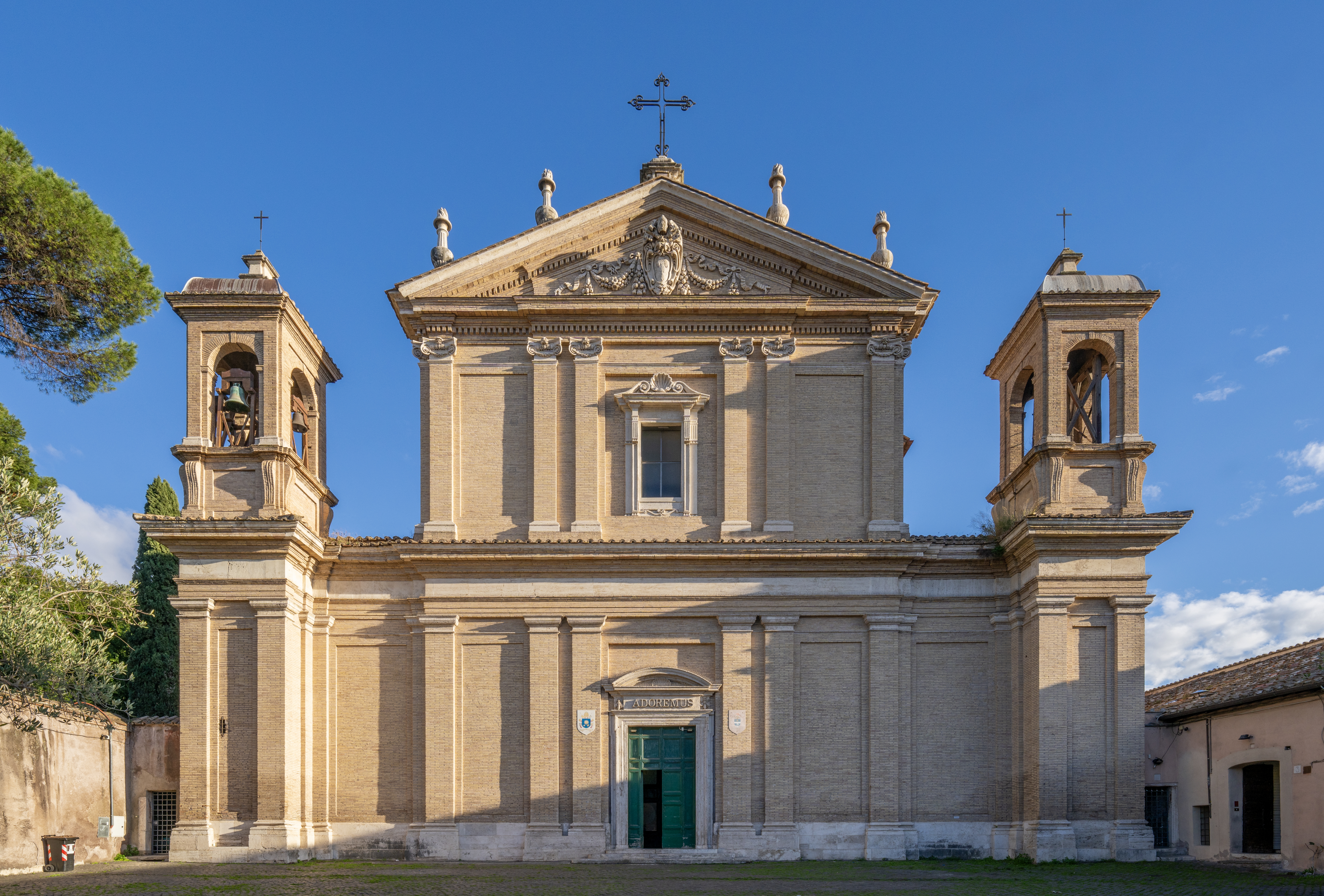
Базиліка Санта Анастасія у Римі

Стіни будівлі мають товщину 2 метри. Декоративне оздоблення костелу — розпис, вітражі та карнизи.
В архітектурі костелу святої Анни можна прослідкувати і деякі риси, які характерні для ренесансу: міжповерховий та увінчуючий карниз досить сильно виступають, трикутні мандрики разом з пілястрами займають провідну роль у оформленні вікон та ніш, підкреслене горизонтальне членування мас, чотирьохскатні завершення веж. Інтер'єр має усі необхідні риси, характерні для бароко. Між арками містяться простінки, які уздовж оздоблені коринфськими пілястрами. Обломи карнизів мають виступи по кутах, які підкреслюють орнаментальний живопис по арках. На лівому картизові є цитата з першого і чотирнадцятого рядка Євангелія від Івана: «Споконвіку було Слово, а Слово в Бога було, і Бог було Слово. І Слово сталося тілом, і перебувало між нами, повне благодаті та правди, і ми бачили славу Його, славу як Однородженого від Отця.», напиана латиною: «In principio erat Verbum et Verbum erat apud Deum et Deus erat Verbum. Et Verbum caro factum est et habitavit in nobis et vidimus gloriam eius». На правому карнизі напис продубльований грецькою мовою.
На першому поверсі, вздовж усієї будівлі, розміщені парафіяльні приміщення. На другому знаходяться келії Братів францисканців. З правої сторони до пресвітерія прилягає сповідниця, та каплиця св. Антонія з Падуї. З лівої сторони міститься різниця.

## Орган костелу

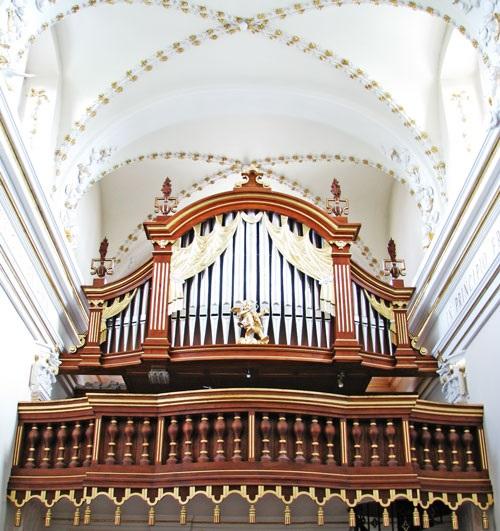
Орган Костелу Святої Анни у Полонному

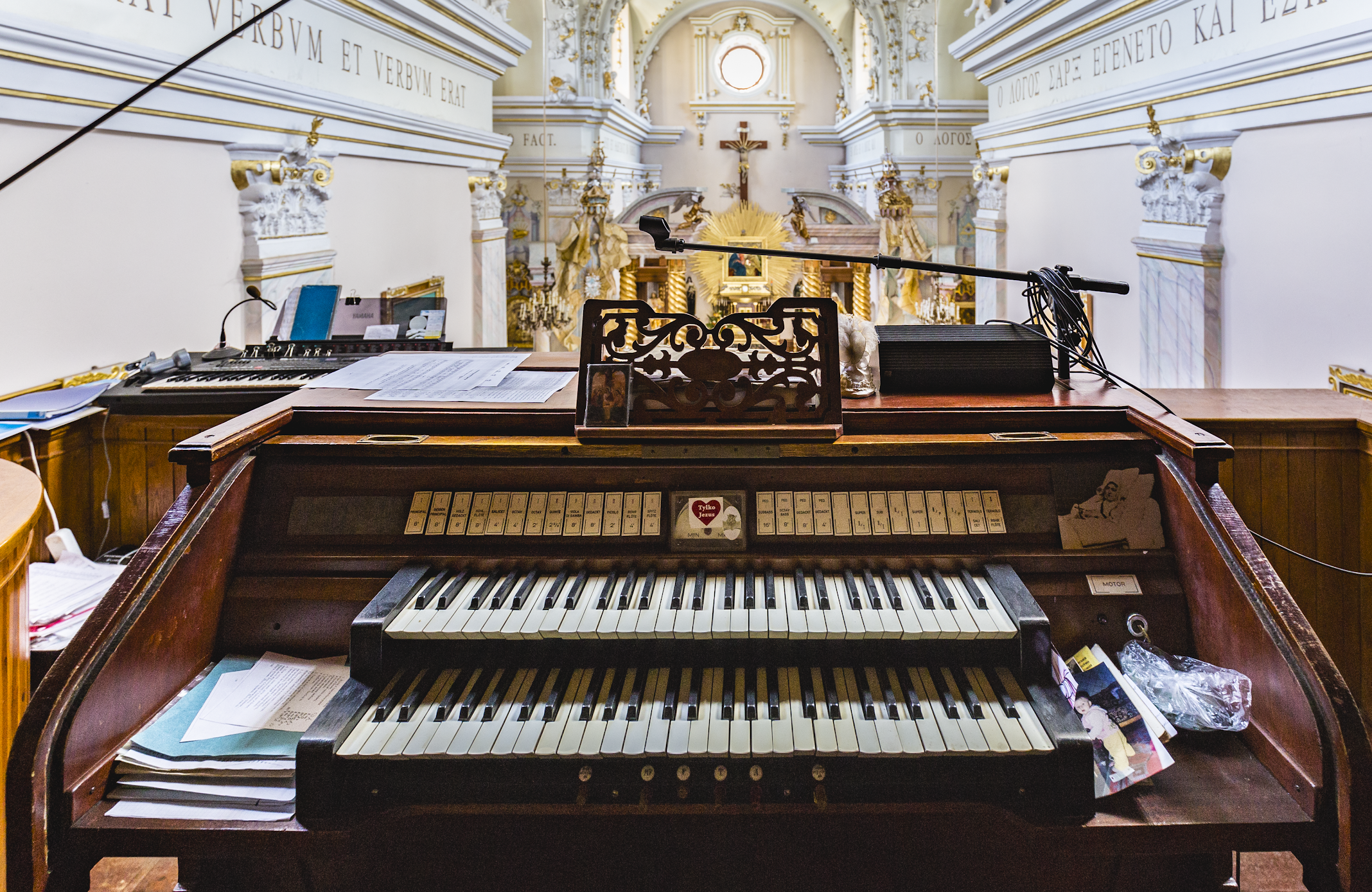
Клавіші органу

З рекламного проспекта (1892 рік) Фабрики органів костьольних та гармоній Яна Слівінського у Львові відомо, що орган для костьолу виготовили на цій фабриці. Інструмент розібрали в 1930-х рр. — залишилася лише органна шафа, з якої пізніше виготовили бічний вівтар св. Антонія Падуанського. У 1943 році після звільнення Полонного від фашистів чеський ксьондз, ім'я якого загубилось, відновив богослужіння у костьолі. Для служби у цей час використовувалась фісгармонія. У 1947 році труб в органі фабрики Слівінського вже не було.
З 1978 року почався збір частини до органу. Будівництво органу розпочав у 1984 році о. Станіслав Широкорадюк на зібрані і передані о. Андрієм Гладисевичем кошти. Були запрошені майстри з Риги. Труби та частини для органа частково були привезені з Прибалтики, частково виготовляли, частково збирали зі старих органів. Ці й самі майстри довели орган до ладу і ввели його у дію. Для кінцевого доведення органа та вводу його в дію був запрошений органіст та органний майстер зі Львова Віталій Півнів. За настоятеля отця Андрія у 70-х роках був куплений також електроорган, який після будови нового органу о. Станіслав подарував для парафії в Славуті. Орган у Полонному відрізняється сильним звуком, хоч зовсім не позбавлений і тихих регістрів (Geigen Principal), має 17 регістрів: у двох мануалах (13 регістрів) та педалі (4 регістра). Трактура пневматична.

## Список настоятелів
- Міхал Дзєндзік, з 1902 по 1907 рр.
- Антоній Кобець, 1907 по 1910 рр.
- Станіслав Бравер, по 1933 рр.
- Раймонд Козіч, 1944 по 1945 рр.
- Антонія Хоміцького, 1947 по 1955 рр.
- Андрій Гладисевич, 1956 по 1984 рр.
- Станіслав Широкорадюк, 1984 по 1995 рр.
- Ян Дуклян Павлюк, 1995 по 2002 рр.
- Августін Сініцький, 2002 по 2007 рр.
- Петро Новосельський, 2007 по 2013 рр.
- Константин Гавіцький, з 2013 р.по 2016 рр.
- Святослав Сиворинський з 2016 рр.

## Костел святої Анни в культурі

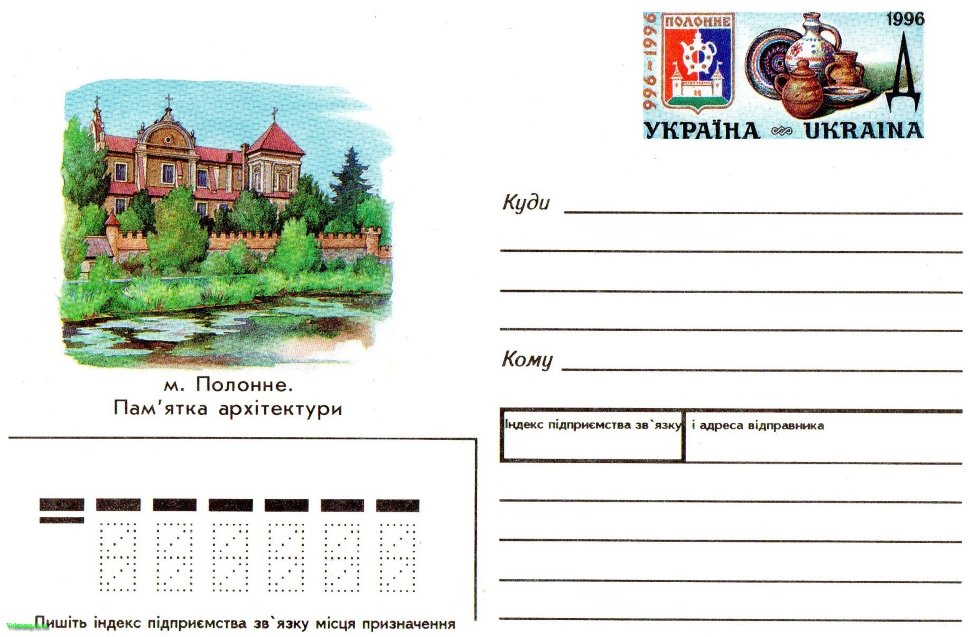
Художній поштовий конверт із зображенням костелу святої Анни

- 1997 року у Рівному друком вийшла документальна книга місцевого автора Петра Ящука «Костьол», яка є книгою свідчень про катівню, що в 1930-х роках була в підвалі Полонського костелу.
- 1996 року в усіх відділеннях поштового зв'язку України було введено в обіг та вважається дійсним для пересилання письмової кореспонденції художній поштовий конверт з оригінальною маркою, приурочений тисячі років від часу першої писемної згадки про місто Полонне. На конверті зображено костел святої Анни та наявний текст: «Пам'ятка архітектури».
- Костел як один із символів міста Полонного часто зображують на картинах місцевих художників. Його зображення використовується також при оформленні обкладинок краєзнавчих книжок.

## Світлини

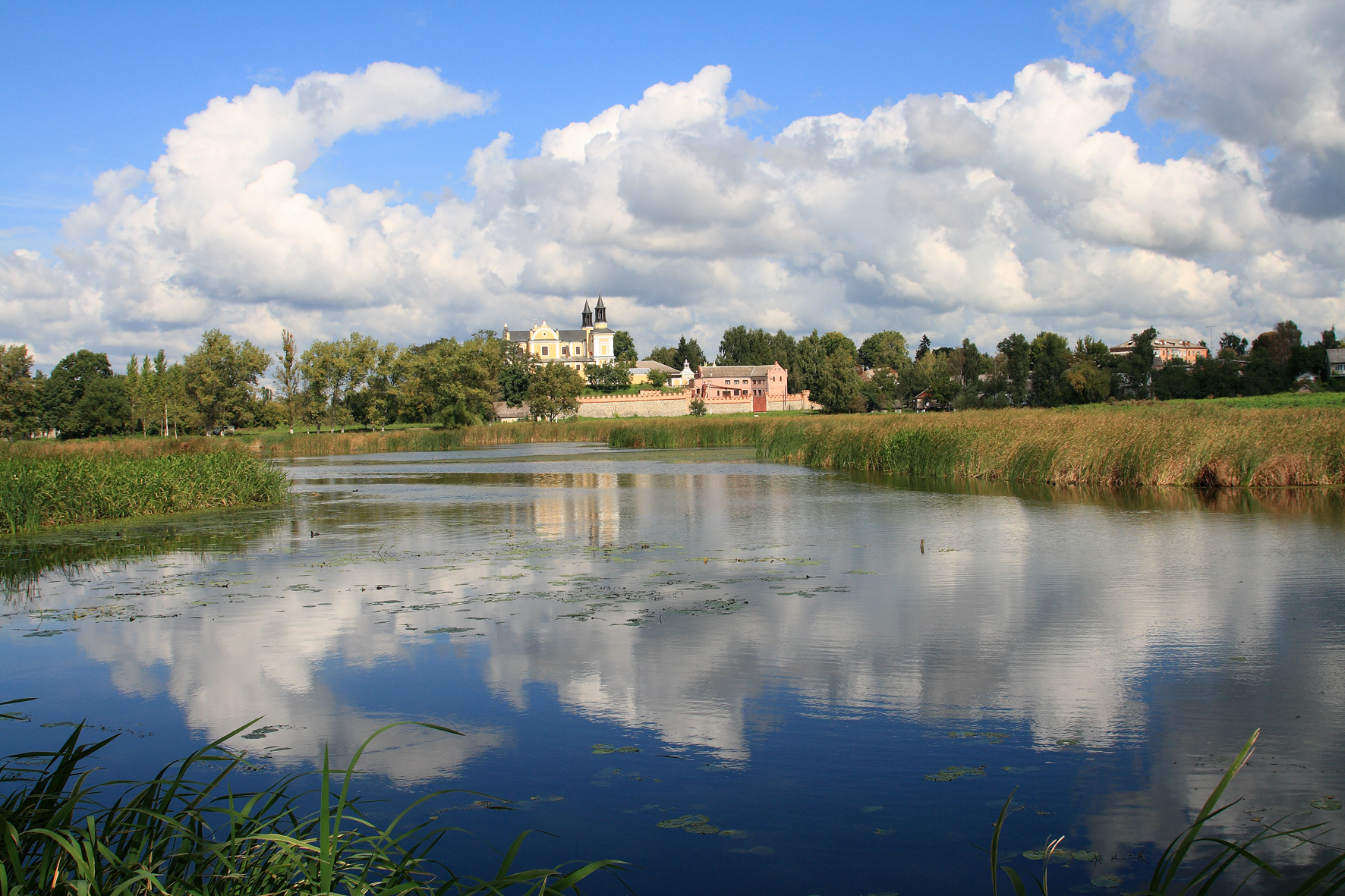
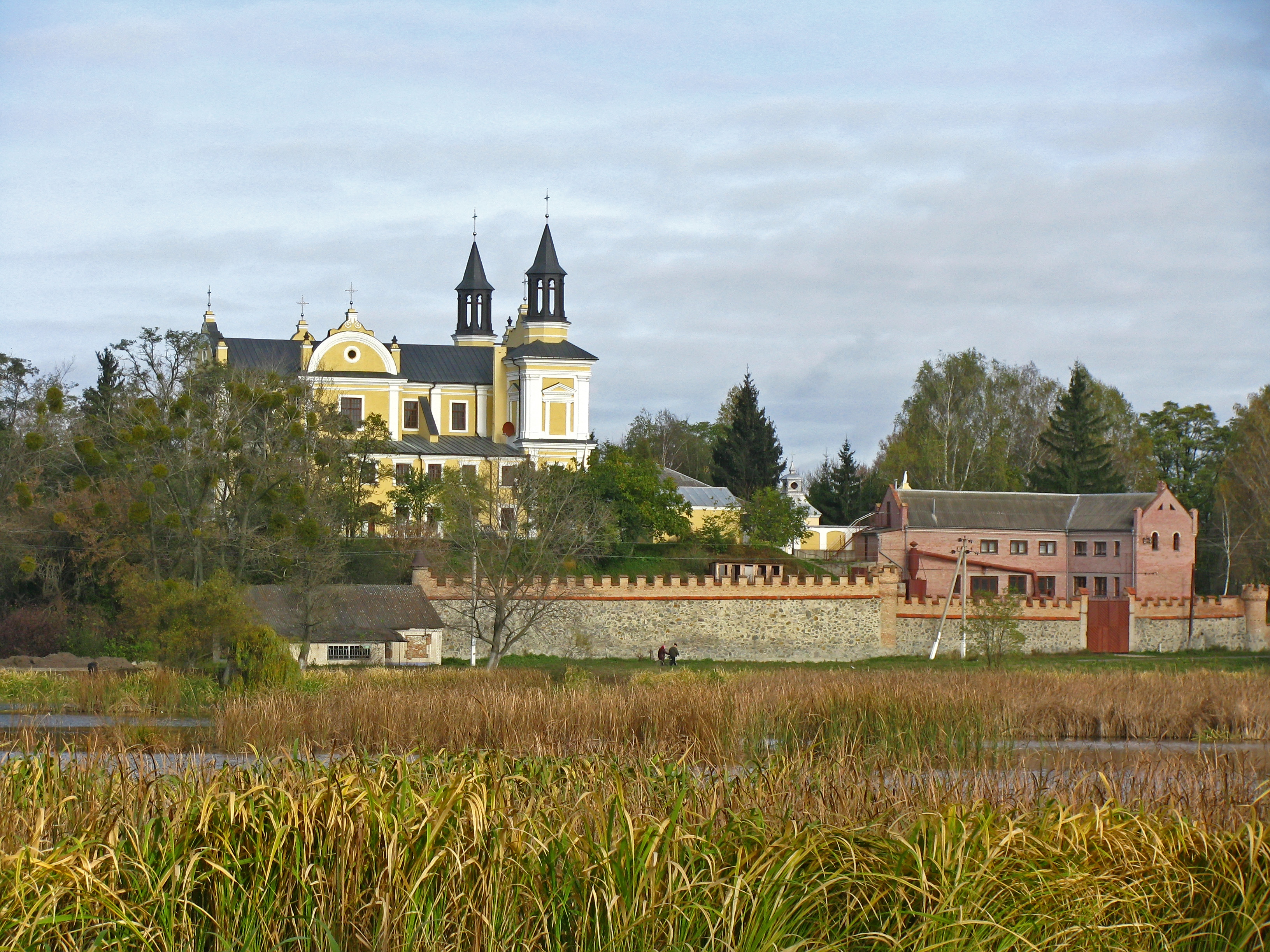
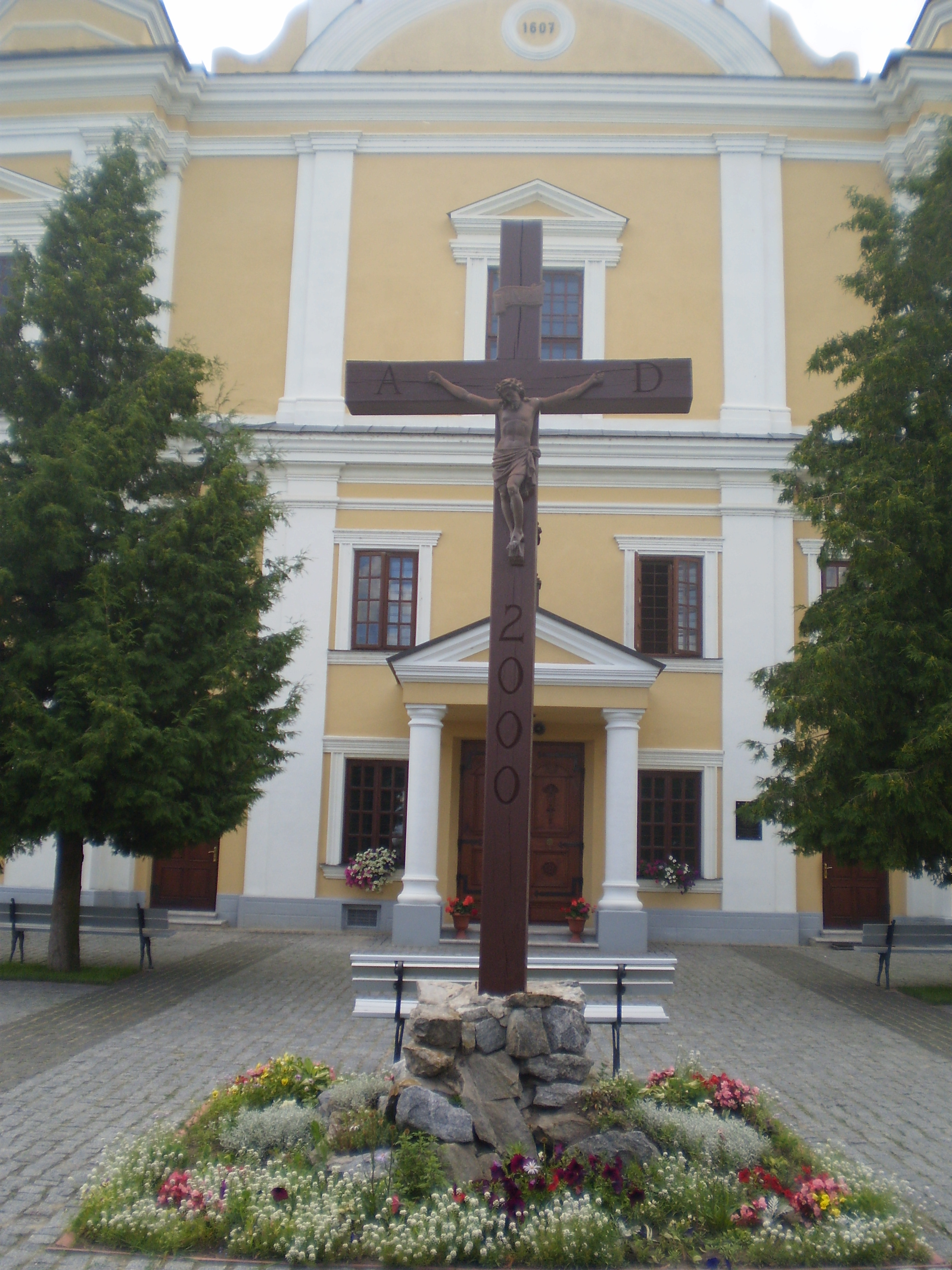
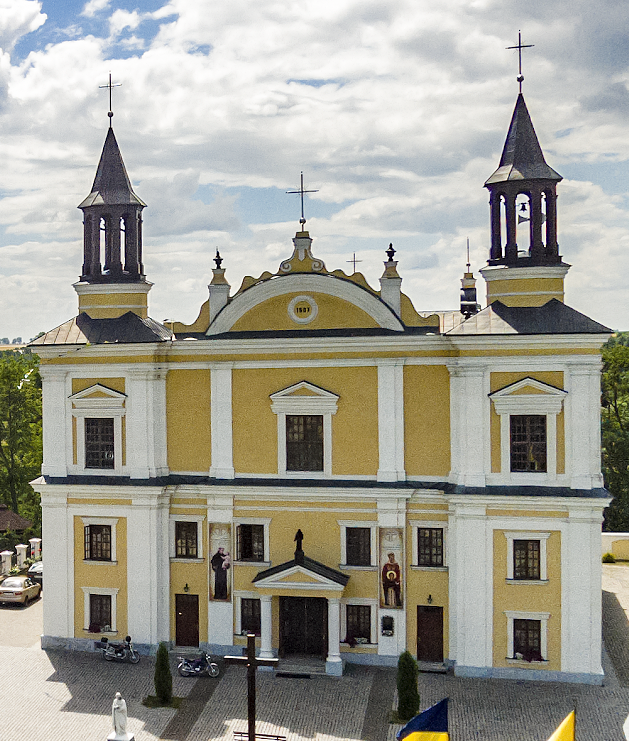
Храм з північно-східного боку
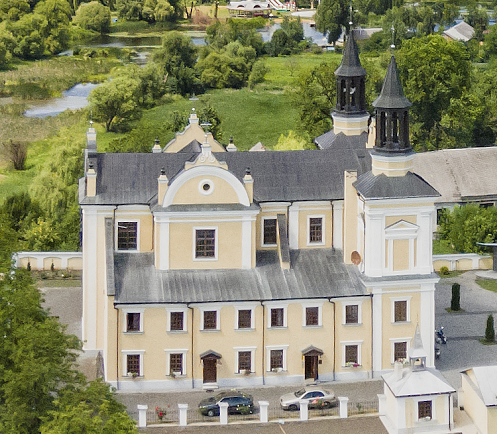
Храм з південно-східного боку
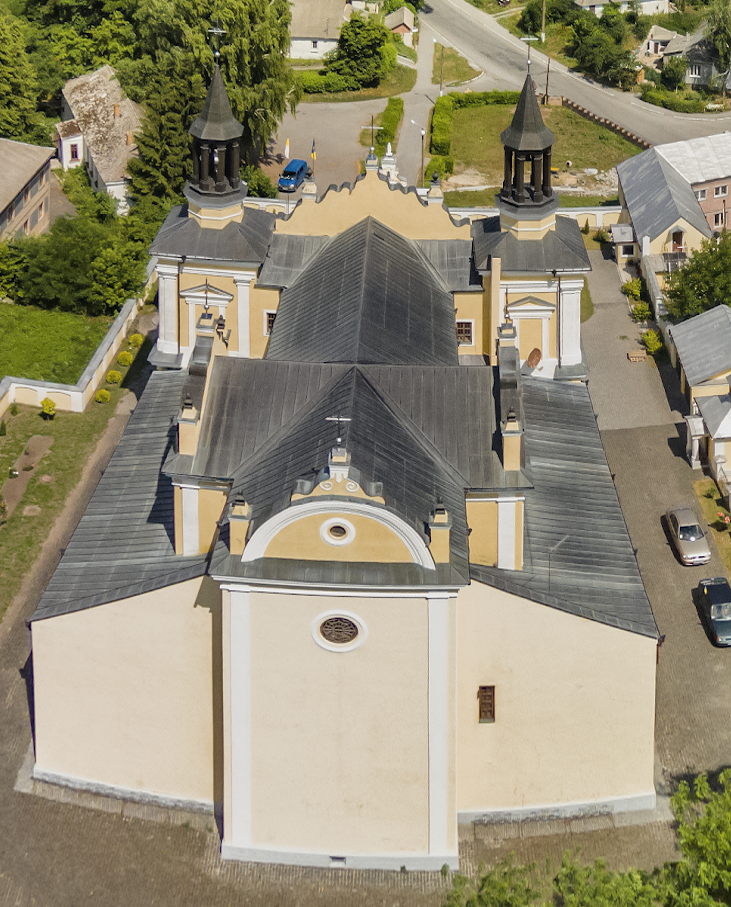
Храм з південно-західного боку
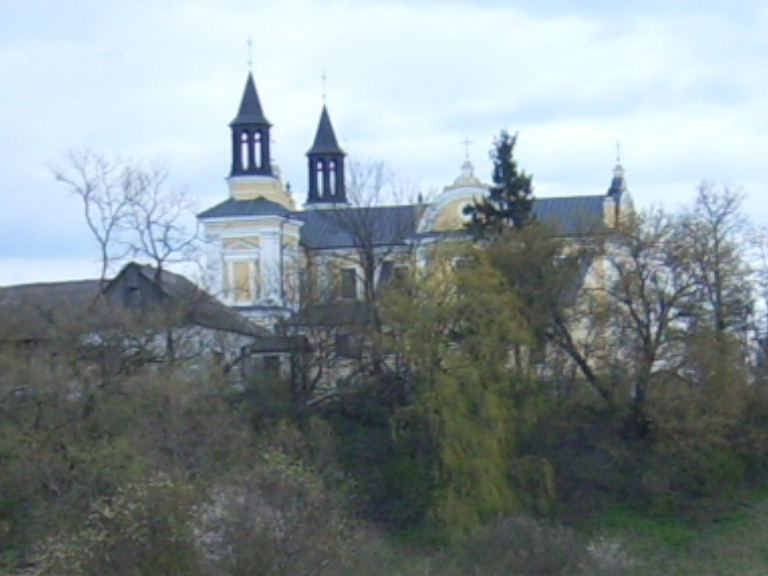
Храм з північно-західного боку
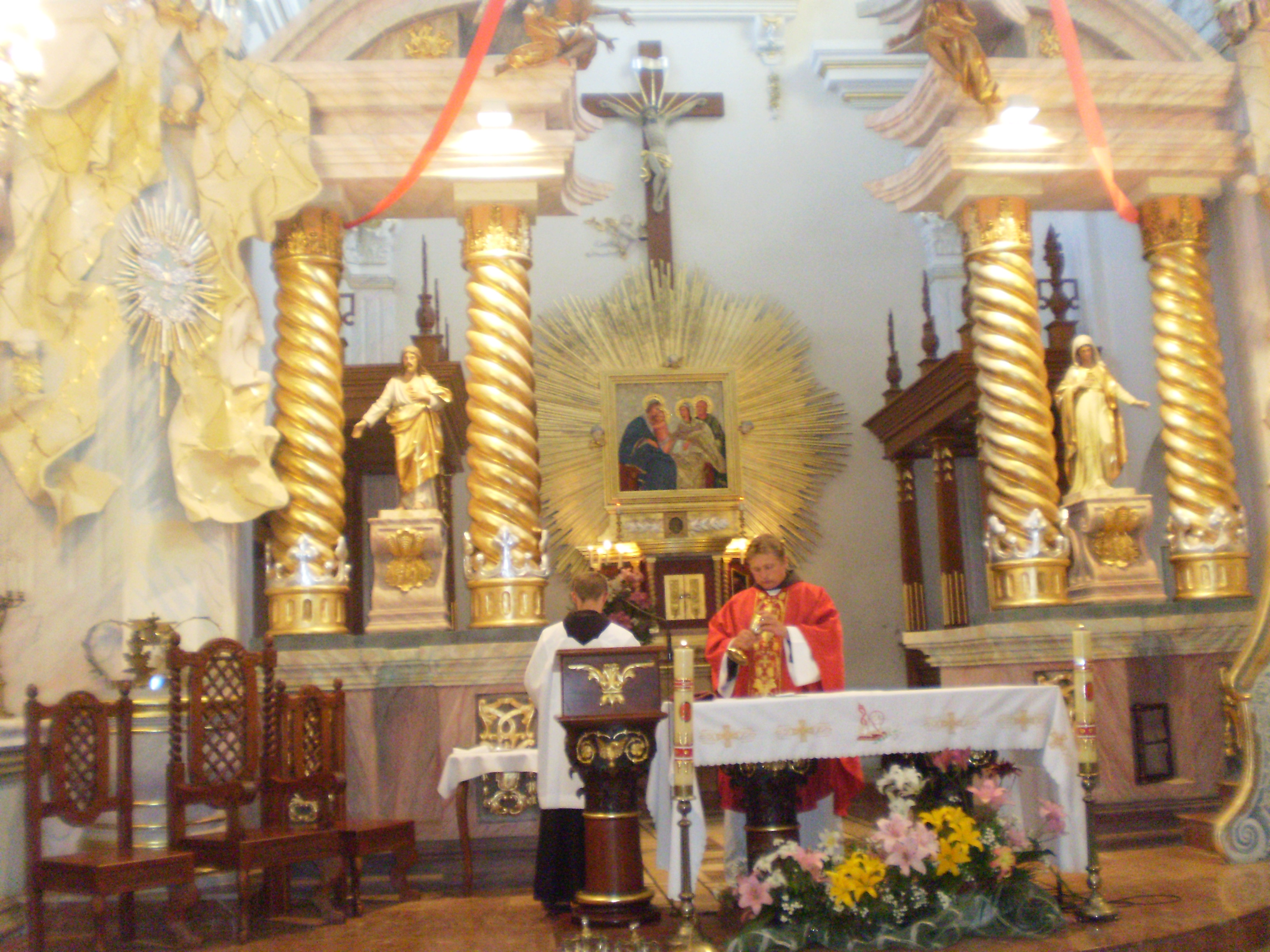
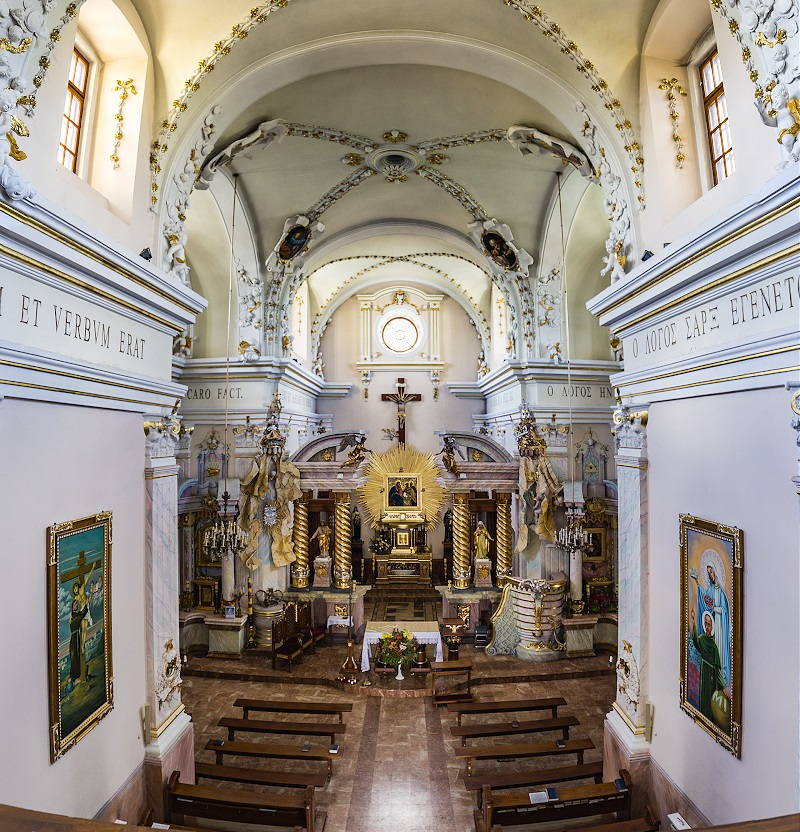
інтер'єр костелу Святої Анни
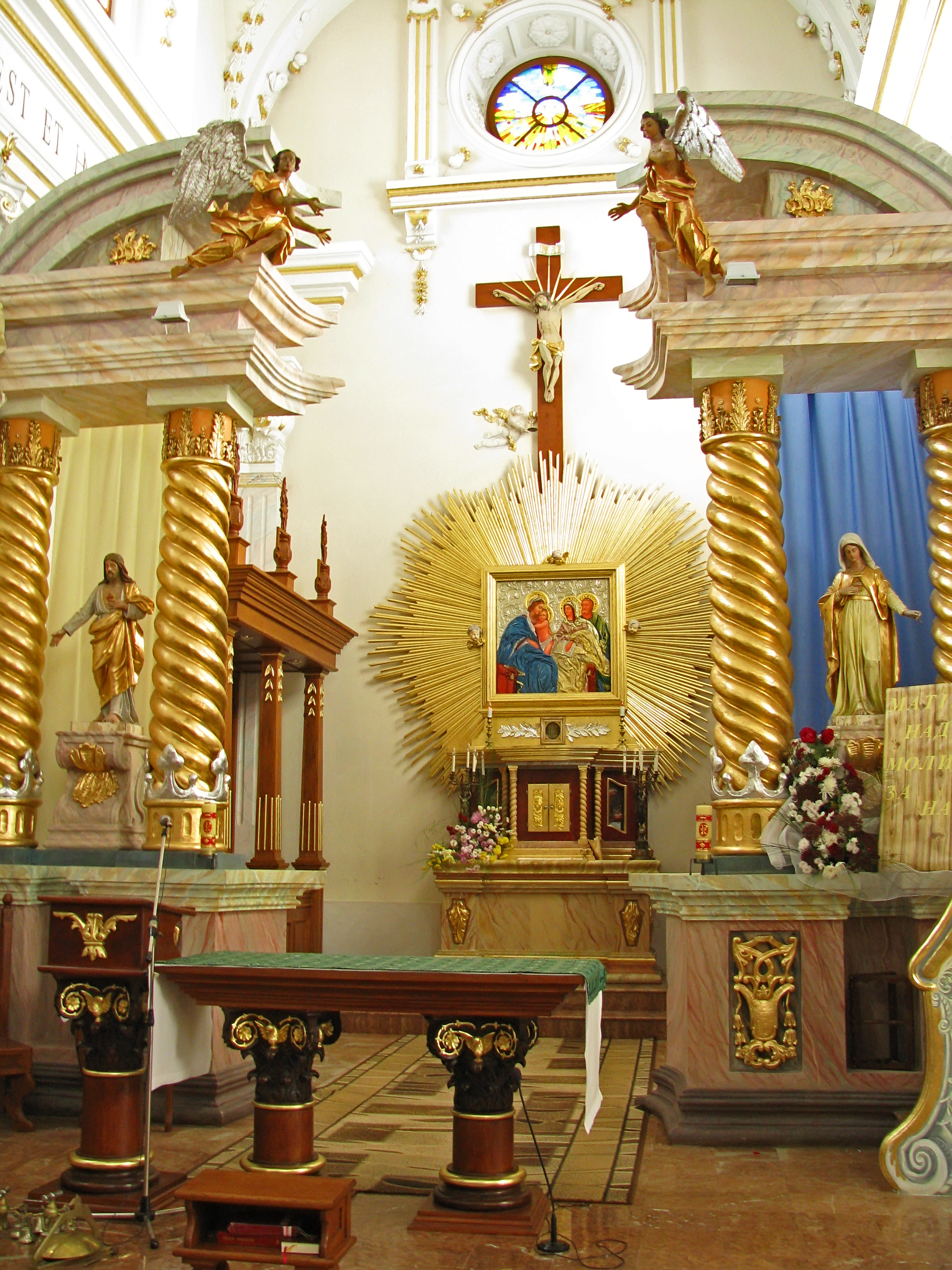
Центральний вівтар костелу Святої Анни
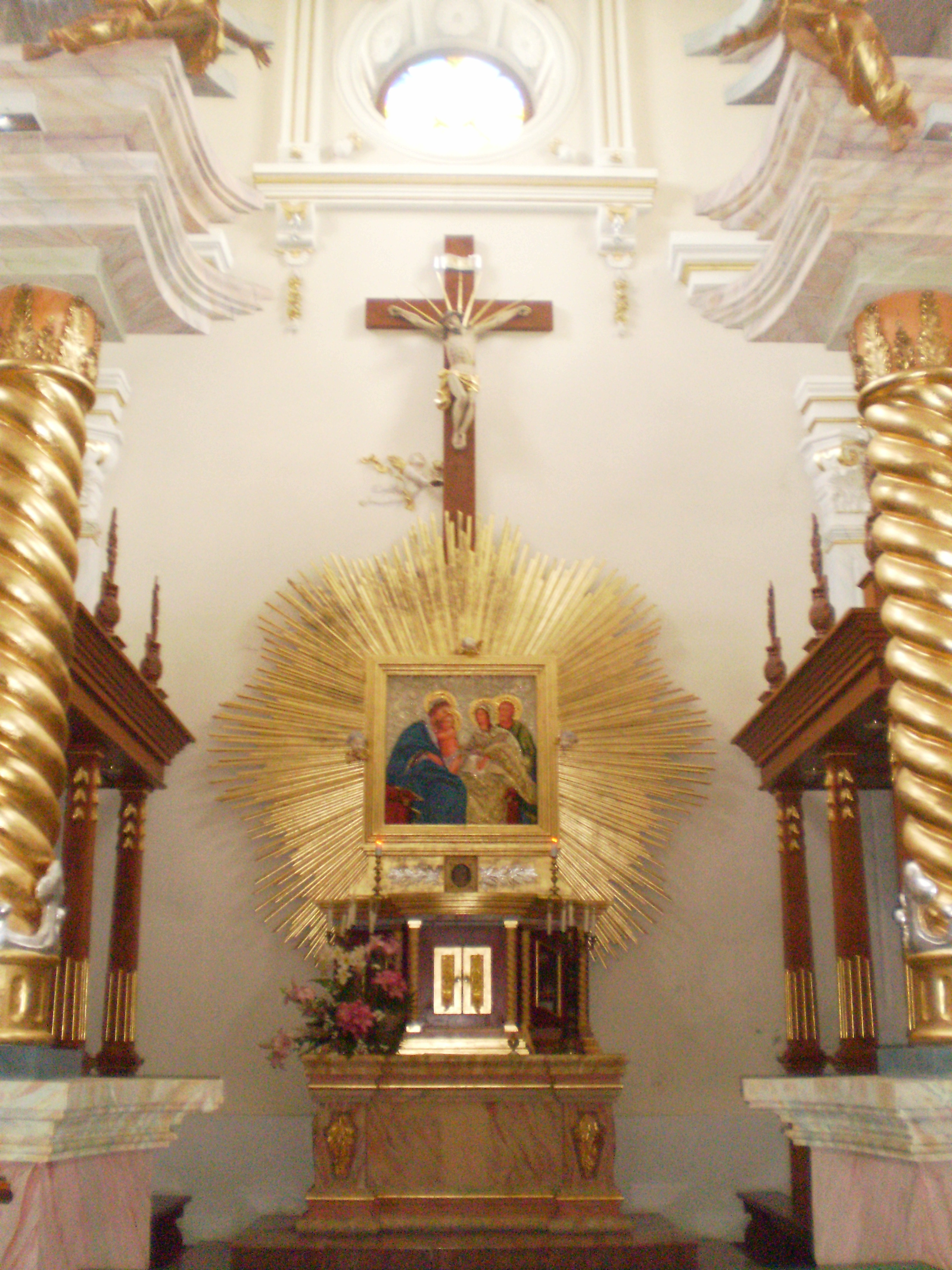
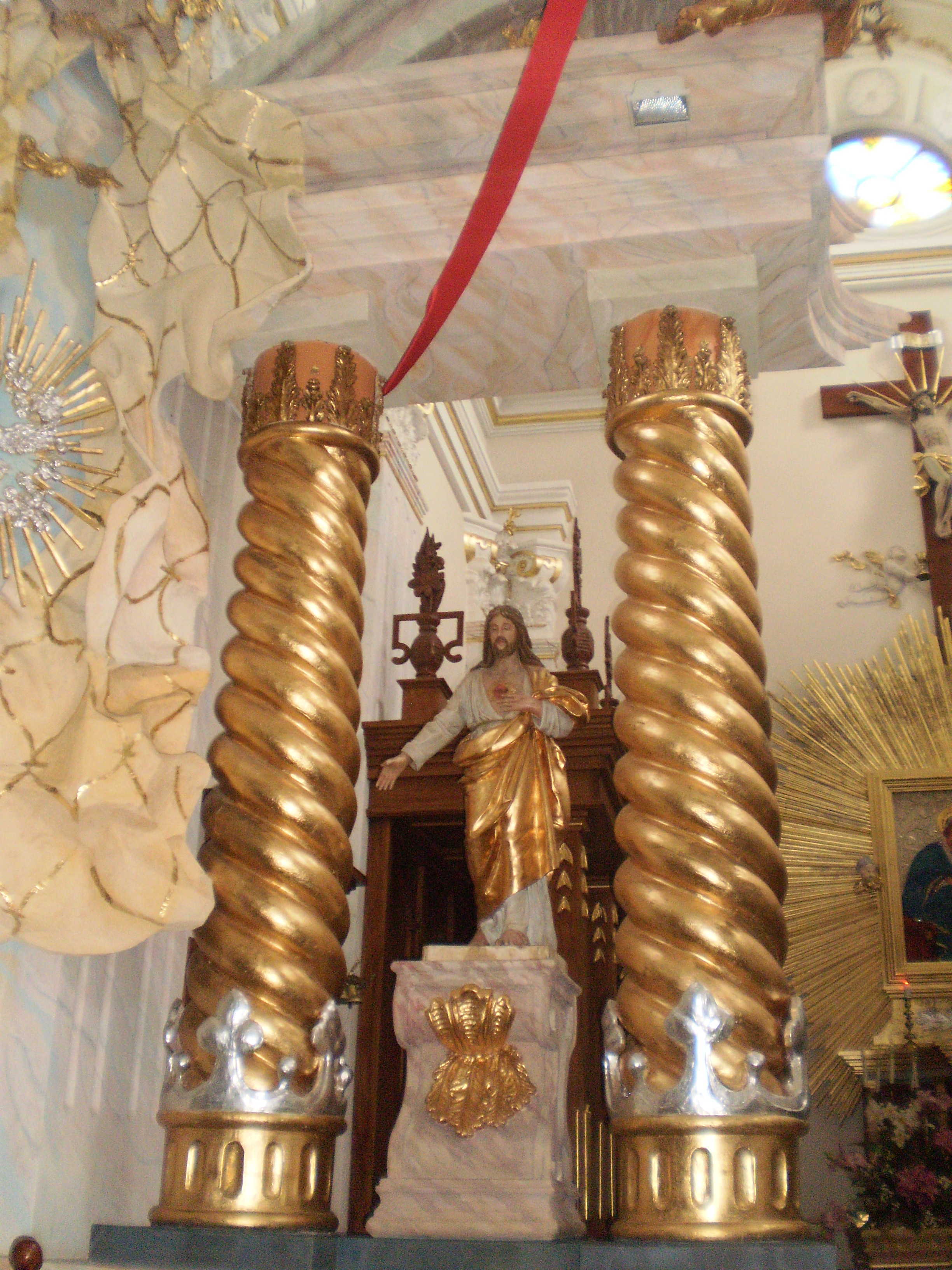
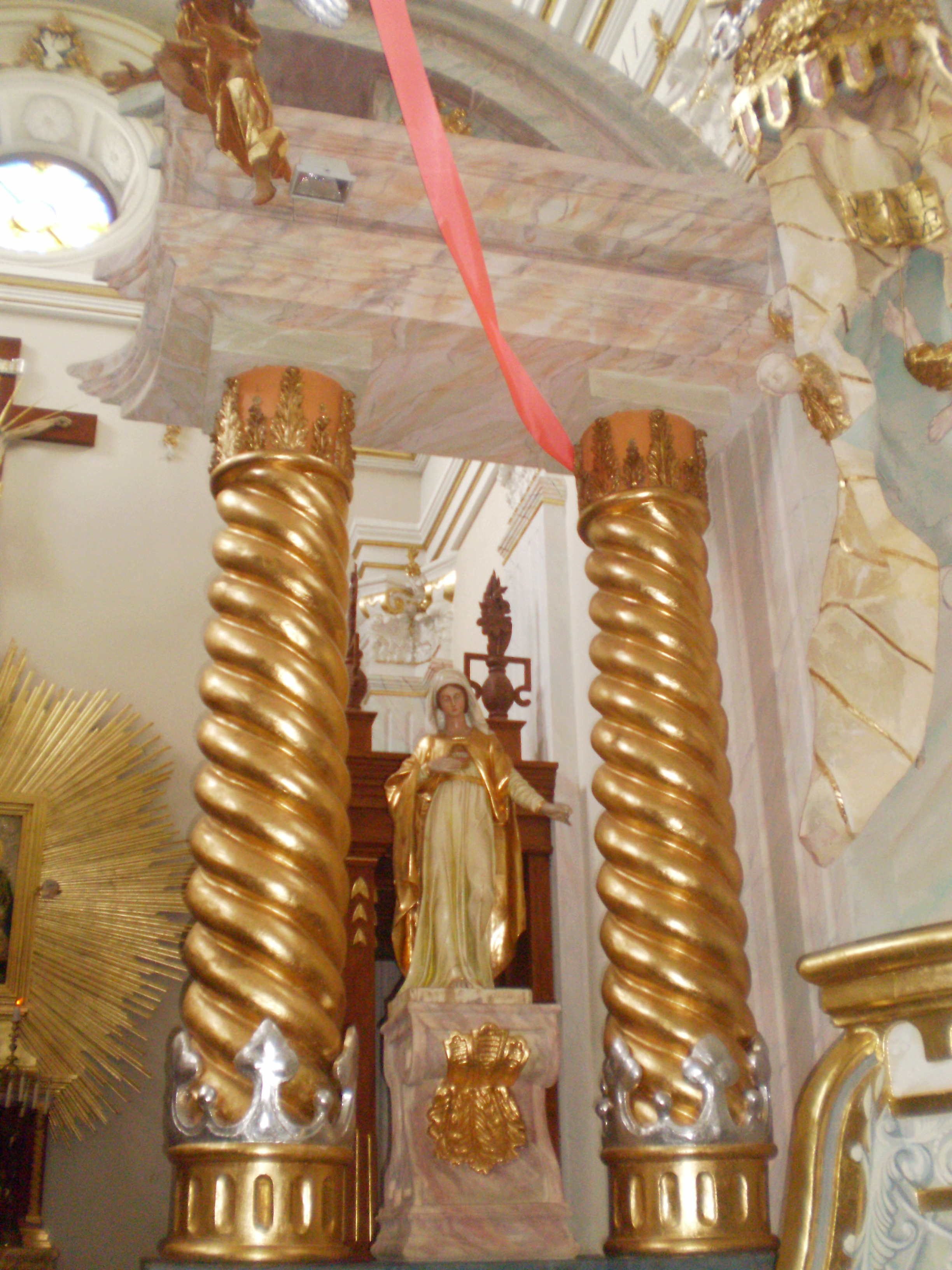
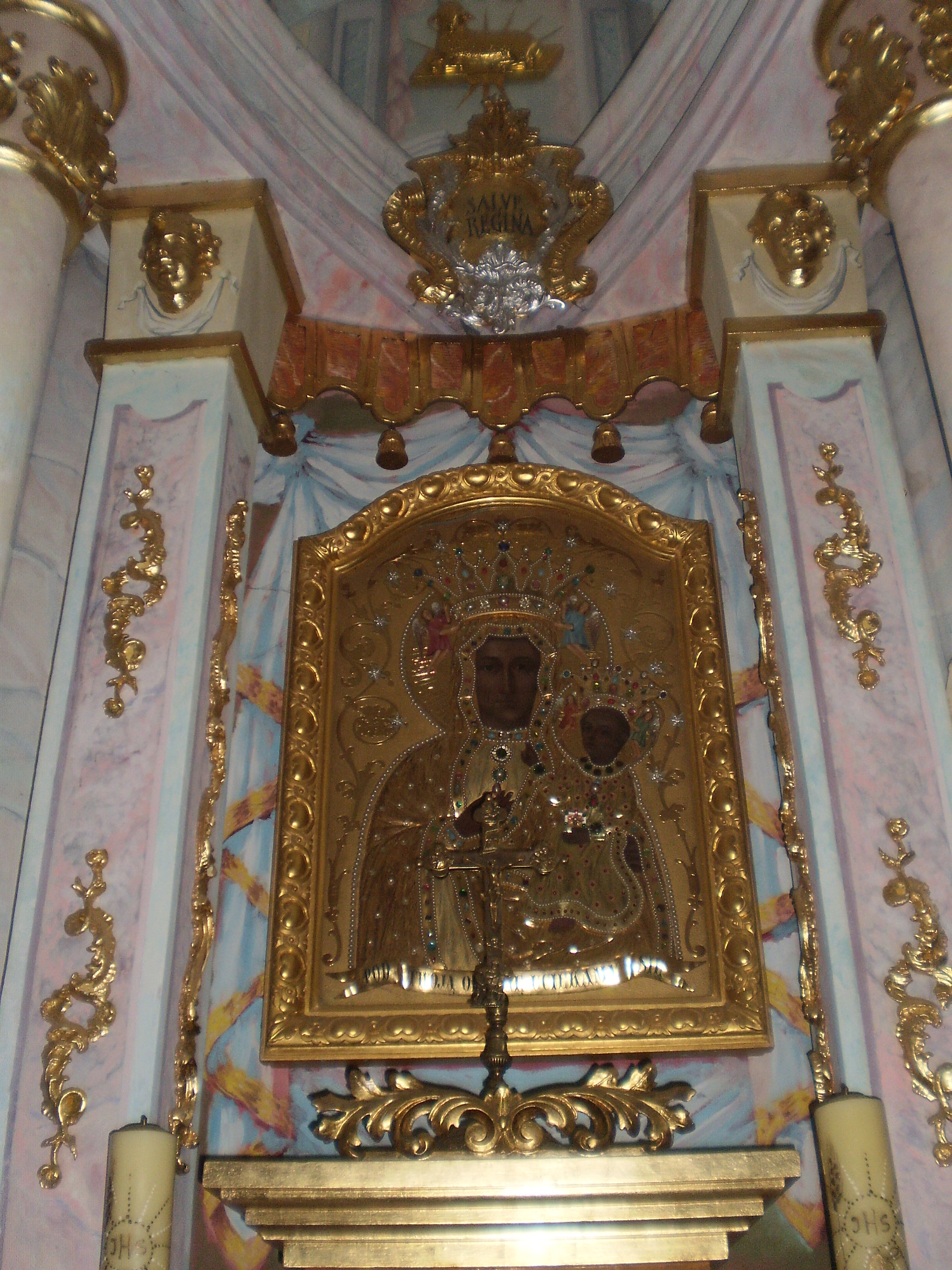
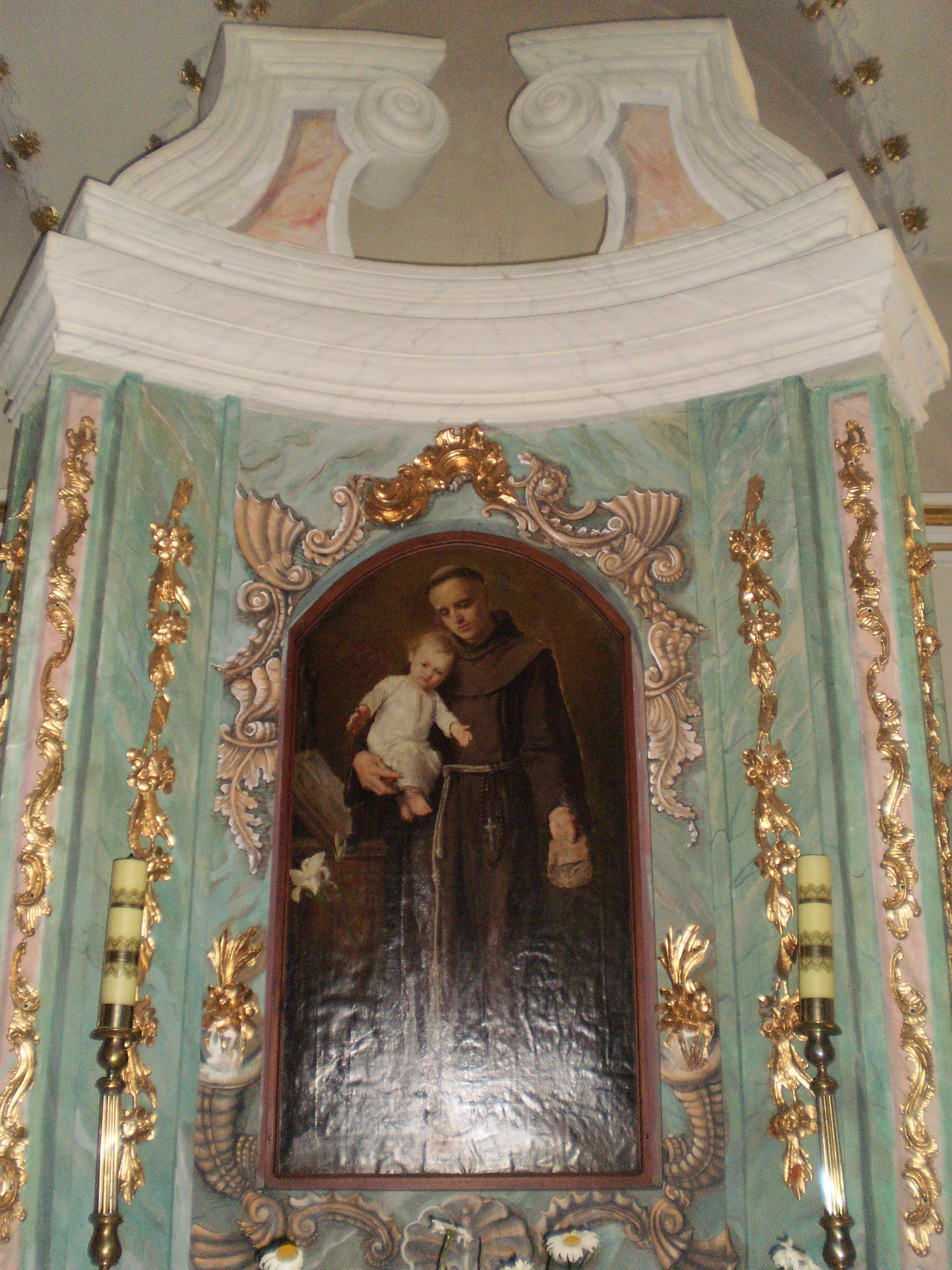
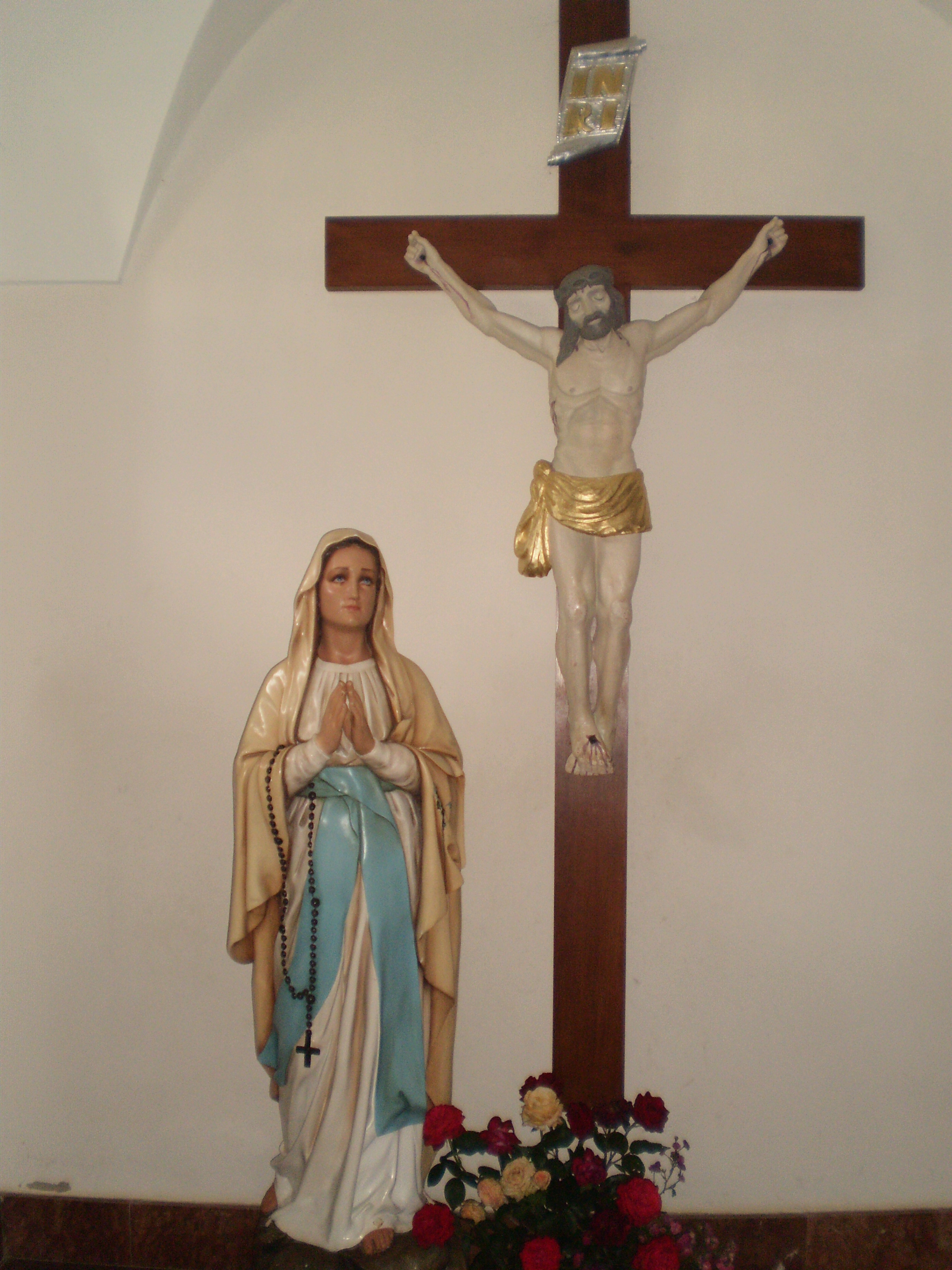